# St. Pius (Köln)

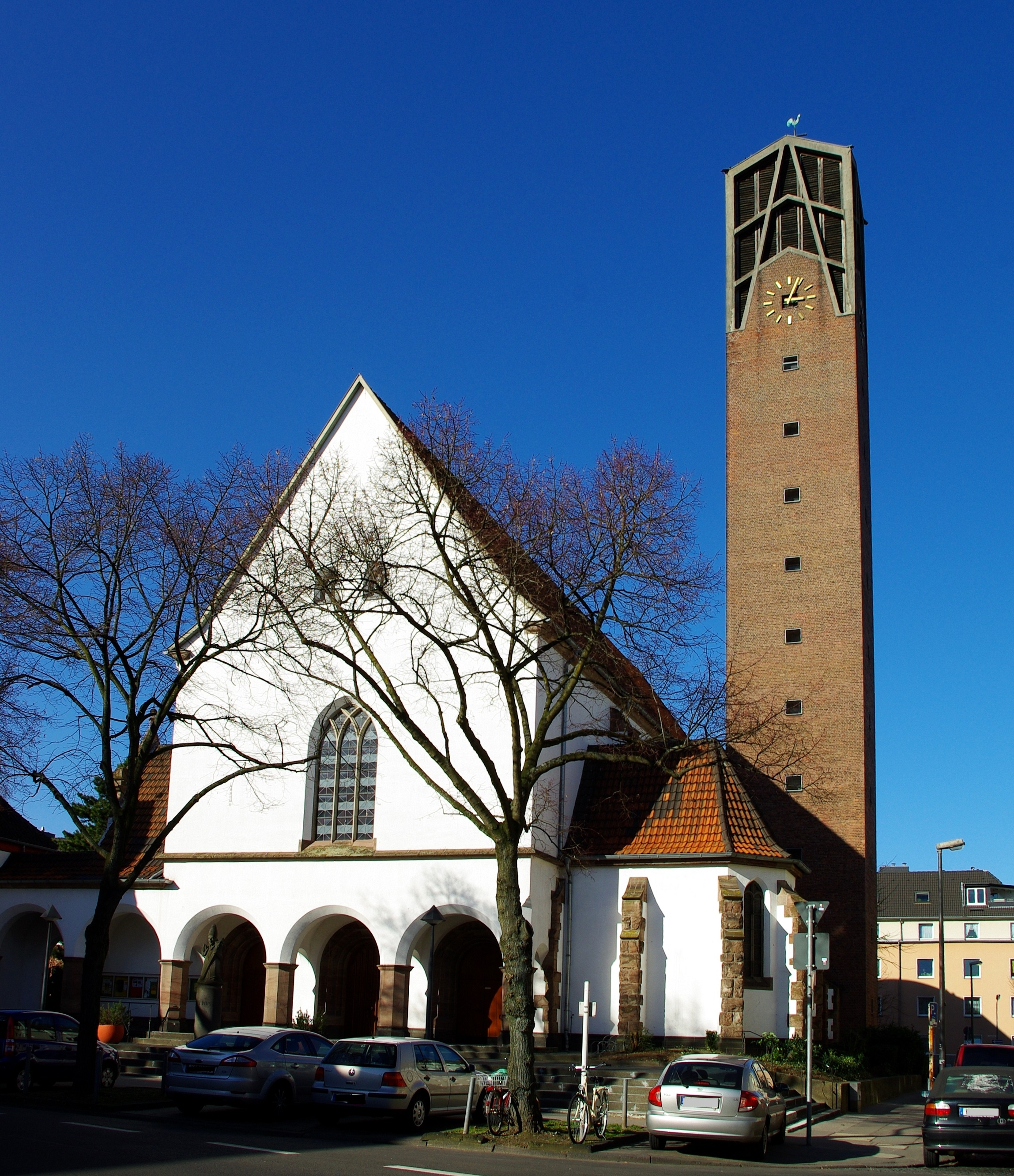
St. Pius Köln-Zollstock

Die St.-Pius-Kirche ist eine katholische Kirche im Kölner Stadtteil Zollstock. Sie ist Papst Pius I. geweiht. Sie ist nicht zu verwechseln mit der anderen Kölner Kirche St. Pius X. im Stadtteil Flittard.

## Entwicklung
Nach der Errichtung einer Notkirche in einem Schuppen Ecke Zollstocksweg und Höninger Weg wurde die Kirche zwischen 1913 und 1915 nach Plänen von Eduard Endler erbaut. Sie setzt sich aus Elementen der Spätgotik und Anleihen an die Formen der Renaissance und des Barock zusammen. Am 10. Mai 1915 erfolgte die Kirchweihe durch Felix Kardinal von Hartmann.
Nach den Zerstörungen des Zweiten Weltkrieges erfolgte der Wiederaufbau nach Plänen des Kölner Architekten Karl Band. Ihr bis 1956 neu erbauter Kirchturm ist heute einer der höchsten in Köln. 

## Ausstattung
Die Stirnwand des Chores mit der Darstellung Das Tor in die Zukunft stammt wie die bunten Fenster des Langhauses von Wilhelm Buschulte. Die Chorfenster schuf Hans Lünenborg. Die Fenster der Krypta entwarf Will Thonett.
Das Holzkreuz im Chorraum schuf der Düsseldorfer Bildhauer Herbert Belau, ein Schüler von Ewald Mataré. Der Altar, die Stele des Tabernakels und der Osterleuchter sind Arbeiten von Karl Matthäus Winter. Mit sieben Glocken besitzt die Kirche eines der größten Geläute in Köln.

## Orgel

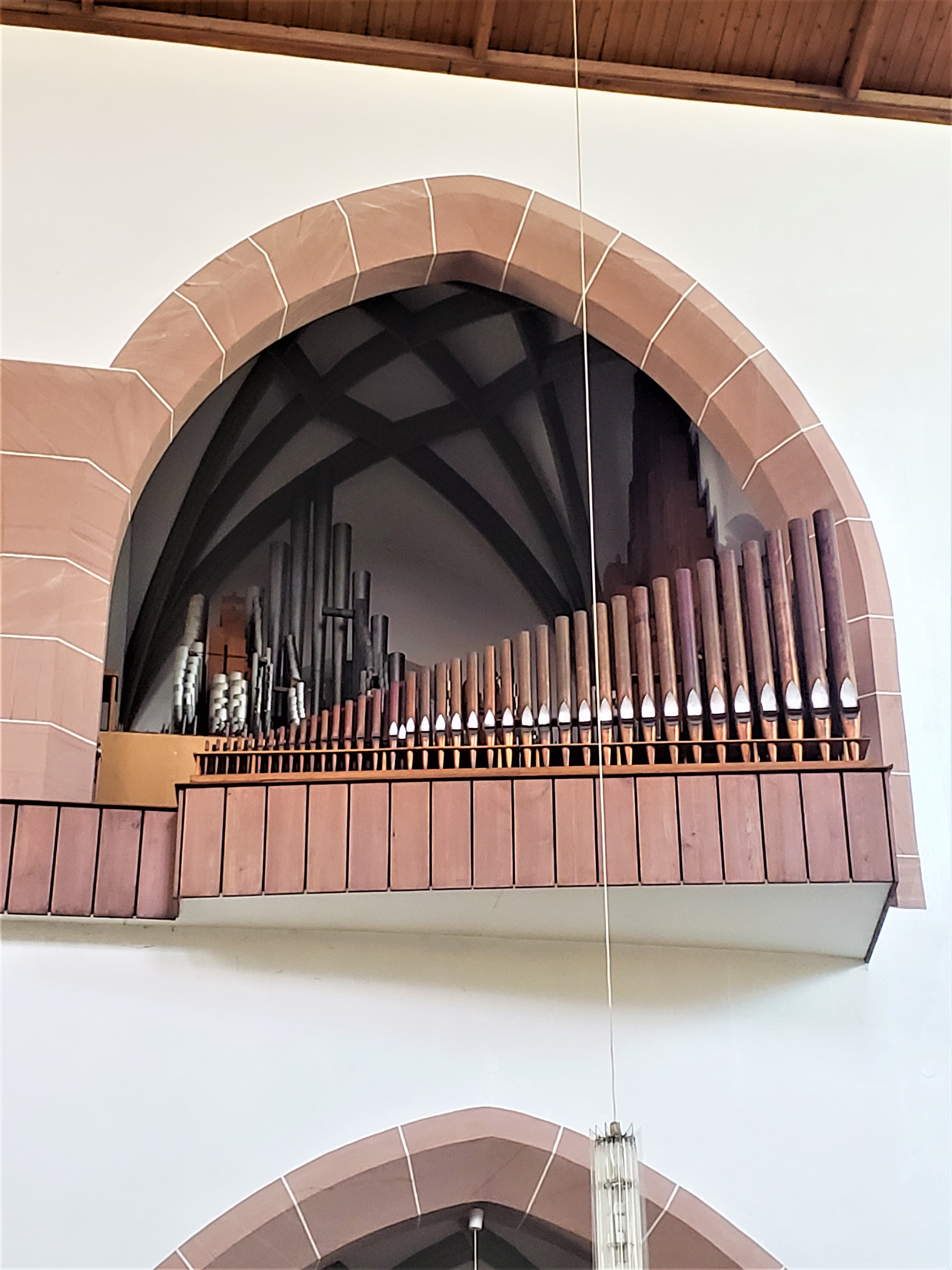
Seifert Orgel

Die Orgel stammt von der Orgelbaufirma Seifert & Sohn aus Kevelaer. Die Disposition und Sachbearbeitung übernahm der Kölner Professor für Orgelspiel Josef Zimmermann. Im Jahr 2011 erfolgte eine kleine Umdisponierung und Erweiterung um eine Trompete 8′ en Chamade durch die Firma TastenReich Orgelbau. Die Disposition lautet wie folgt:
| I Positiv C–g3 |                |       |
| 1.             | Liebl. Gedackt | 8′    |
| 2.             | Quintatön      | 8′    |
| 3.             | Blockflöte     | 4′    |
| 4.             | Principal      | 2′    |
| 5.             | Nasard         | 1 ⁄3′ |
| 6.             | Scharff III–IV |       |
| 7.             | Krummhorm      | 8′    |

| II Hauptwerk C–g3 |                 |     |
| 8.                | Gedacktpommer   | 16′ |
| 9.                | Principal       | 8′  |
| 10.               | Gemshorn        | 8′  |
| 11.               | Octave          | 4′  |
| 12.               | Rohrflöte       | 4′  |
| 13.               | Waldflöte       | 2′  |
| 14.               | Sesquialtera II |     |
| 15.               | Mixtur V        |     |
| 16.               | Trompete        | 8′  |

| III Oberwerk C–g3 |                |     |
| 17.               | Holzflöte      | 8′  |
| 18.               | Violflöte      | 8′  |
| 19.               | Principal      | 4′  |
| 20.               | Koppelflöte    | 4′  |
| 21.               | Schwiegel      | 2′  |
| 22.               | Oktävlein      | 1′  |
| 23.               | Quintcymbel IV |     |
| 24.               | Dulcian        | 16′ |
| 25.               | Schalmey       | 8′  |

| Pedal C–f1 |                   |     |
| 26.        | Principal-Bass    | 16′ |
| 27.        | Subbass           | 16′ |
| 28.        | Octavbass         | 8′  |
| 29.        | Dedacktbass       | 8′  |
| 30.        | Choralbass        | 4′  |
| 31.        | Flachflöte        | 2′  |
| 32.        | Hintersatz III–IV |     |
| 33.        | Posaune           | 16′ |
| 34.        | Basstrompete      | 8′  |

- Koppeln: I/II, III/I, III/II, I/P, II/P, III/P

## Bekannte Priester
- Joseph Frings, Kaplan in Zollstock[2]
- Peter Haanen, Pfarrer in Zollstock

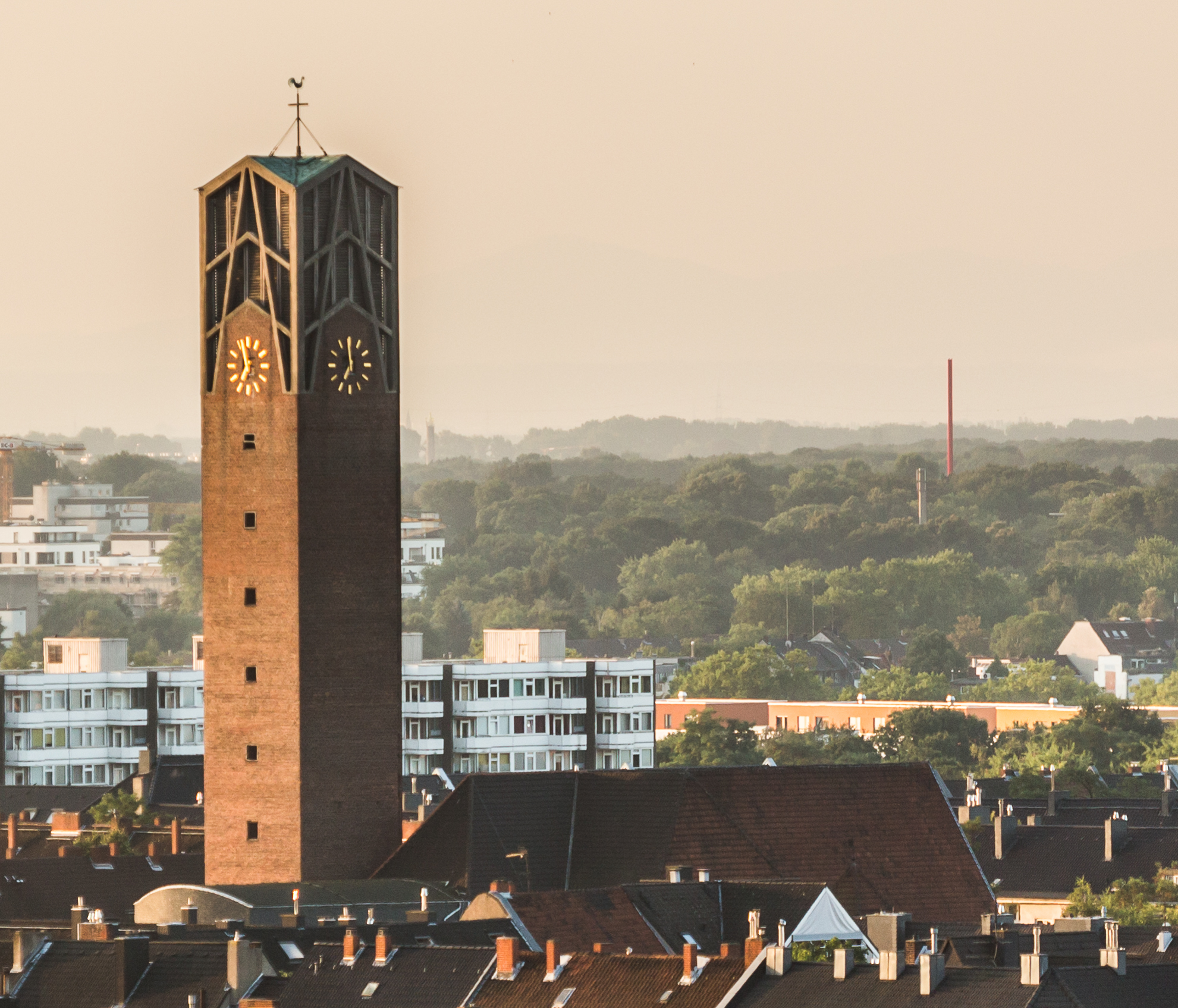
Kirchturm
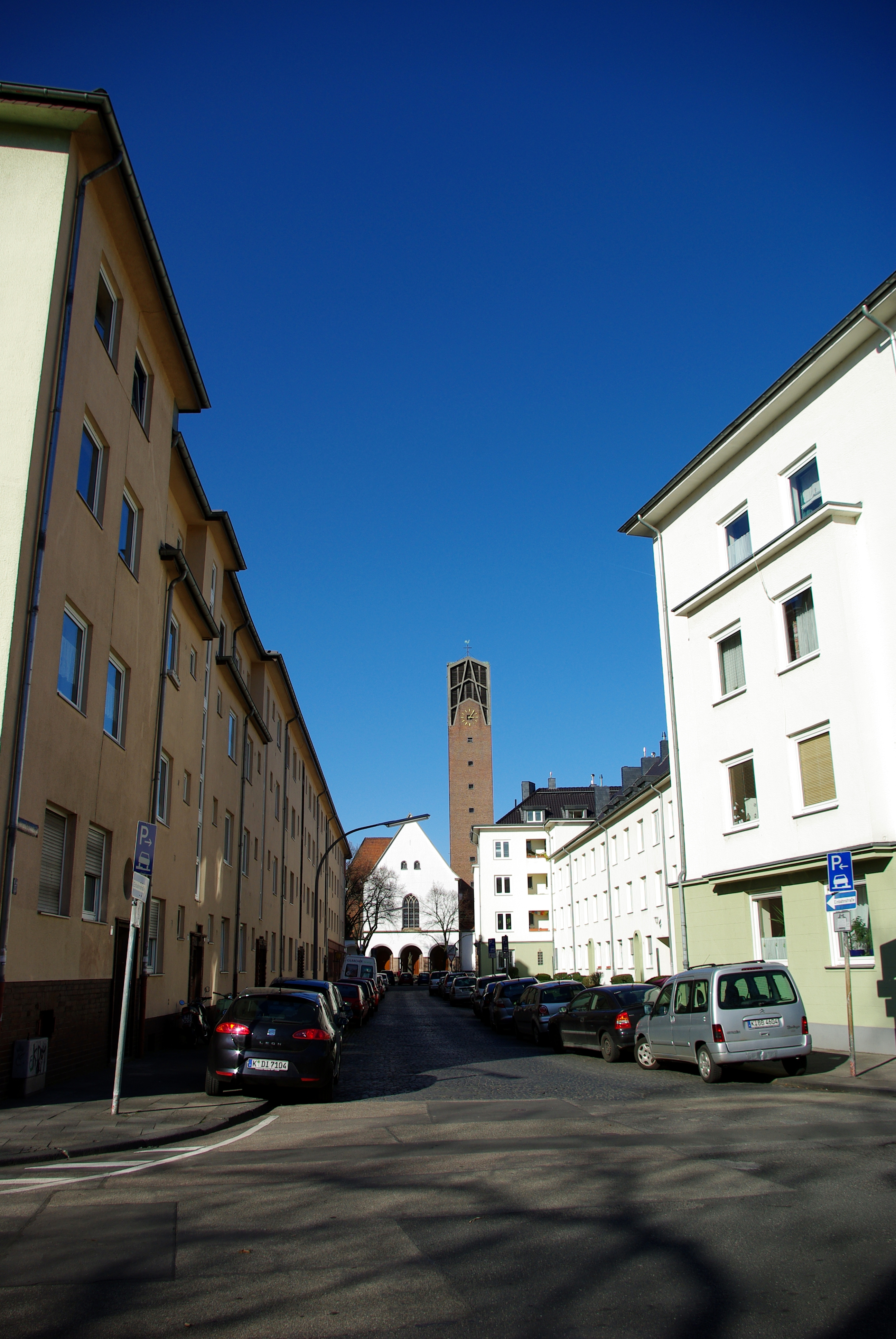
Blick durch die Ferdinand-Schmitz-Straße